# Germaine Lecomte
Pour les articles homonymes, voir Lecomte.
Germaine Lecomte, née le 28 août 1889 à Bressuire (Deux-Sèvres) et morte le 1er octobre 1966  à Paris (10e), fait partie des grandes couturières françaises ayant fondé une maison de haute couture à son nom.

## Biographie
C'est après le veuvage de sa mère, âgée de 32 ans, que Germaine Lecomte (née Marie Germaine Lecomte) doit abandonner ses études pour se consacrer à un métier. Elle devient couturière à Bressuire pour subvenir aux besoins de la famille dont ses frères. Souhaitant la récompenser de son dévouement, sa mère l'envoie régulièrement à Paris chez une de ses sœurs en compagnie de ses cousines.
En 1920, elle quitte la ville de Bressuire pour s'installer à Paris où elle débute à la rue Richepanse dans un petit atelier de couture. Elle prend la responsabilité de l'atelier et rachète le fonds de commerce à la suite du décès de sa propriétaire. Elle augmente très rapidement sa clientèle pour en faire une maison de renom. L'après-guerre est une période d'expansion pour la haute couture et nombre de maisons voient le jour à cette époque. 
Six années plus tard, en ayant déménagé au no 23 de la rue Royale, la maison de couture « Germaine Lecomte » occupe trois étages d'un immeuble et dispose de 450 ouvrières et 17 mannequins.
Malgré la crise des années 1930 et la Seconde Guerre mondiale, sa réputation traverse l’Atlantique et ses créations sont admirées lors des défilés. La maison « Germaine Lecomte » rivalise avec les plus grands du moment, tels que : Nina Ricci, Patou, Chanel, Vionnet, Schiaparelli…
En 1942, elle s'établit au no 9 de l'avenue Matignon. 
Avant la Seconde Guerre mondiale, elle ouvre une succursale à Biarritz. 
« Sculptrice » de la mode, elle a habillé autant les femmes de la haute bourgeoisie et de la noblesse que les stars du cinéma, durant ces périodes d'années folles et d’occupation.
Après la guerre, elle renouera ses relations commerciales dans toute l’Europe, avec les États-Unis, l’Amérique latine, l’Égypte, le Liban… et crée une filiale à Lausanne (Suisse).
Après un séjour en Égypte, à la fin des années 1940, la couturière est envoûtée par le pays des pharaons et le retranscrit dans ses créations. Le 6 mai 1951, vêtue d’une somptueuse robe de la créatrice, Narriman Sadek épouse le roi d’Égypte Farouk 1er.
Elle travaillera pour de nombreuses célébrités de l’époque, pour le cinéma, pour les cours de toute l’Europe et à la couture, elle adjoint les parfums : « amour sorcier », « soir de fête ». Avec son compagnon, le peintre René Durey (1890-1959), elle est au cœur de la vie artistique et mondaine du tout-Paris, et également présente au festival de Cannes en 1947.
La maison de couture « Germaine Lecomte » ferme ses portes en 1957.
Elle meurt le 1er octobre 1966 à son domicile parisien dans le 10e arrondissement.

## Hommage
Le 10 septembre 2008, la rue Germaine Lecomte est inaugurée par la municipalité de la ville de Bressuire.

## Décoration
- Officier de l'ordre de l'Économie nationale (1954)[14]

### Source
- Guénolée Milleret (préf. Alexis Mabille), Haute couture : Histoire de l'industrie de la création française des précurseurs à nos jours, Paris, Eyrolles, avril 2015, 192 p. (ISBN 978-2-212-14098-9, lire en ligne)